# Ubisoft Anvil
Ubisoft Anvil (anteriormente Scimitar  y luego AnvilNext) es un motor de videojuegos creado en 2007 por la desarrolladora de videojuegos Ubisoft Montreal y utilizado por primera vez en Assassin's Creed. El motor se usa en Microsoft Windows, Nintendo Switch, PlayStation 3, PlayStation 4, PlayStation 5, PlayStation Vita, Wii U, Xbox 360, Xbox One, Xbox Series X|S y Stadia.

## Tecnología
Claude Langlais, director técnico de Ubisoft Montreal, dice que el modelado se realiza en 3DS Max para el entorno y ZBrush para los personajes. El motor utiliza middleware Autodesk HumanIK para colocar correctamente las manos del personaje y los pies en las animaciones de escalar y empujar en tiempo real. El motor fue mejorado para el videojuego Assassin's Creed II, permitiendo ofrecer con esto ciclos de día y noche, iluminación y reflejos mejorados, así como mejor inteligencia artificial para personajes no jugables.

### AnvilNext
AnvilNext cuenta con varias herramientas tecnológicas nuevas para los desarrolladores, incluyendo iluminación diferida, oclusión de ambiente, soporte para un sistema meteorológico dinámico, un modo de cámara nueva, inteligencia artificial mejorada para multitudes, así como mejoras en la animación y efectos visuales. Esta tecnología fue pionera en Assassin's Creed III.

## Videojuegos usando Anvil

### Anvil game engine
- Assassin's Creed (2007)
- Prince of Persia (2008)
- Shaun White Snowboarding (2008)

- Assassin's Creed II (2009)
- Prince of Persia: The Forgotten Sands (2010)[4]
- Assassin's Creed: Brotherhood (2010)
- Assassin's Creed: Revelations (2011)

### AnvilNext game engine
- Assassin's Creed III (2012)[5]
- Assassin's Creed III: Liberation (2012)
- Assassin's Creed IV: Black Flag (2013)
- Assassin's Creed: Rogue (2014)

### AnvilNext 2.0 game engine
- Assassin's Creed: Unity (2014)
- The Crew (2014)
- Assassin's Creed: Syndicate (2015)
- Tom Clancy's Rainbow Six: Siege (2015)
- For Honor (2017)
- Tom Clancy's Ghost Recon Wildlands (2017)
- Assassin's Creed Origins (2017)
- Assassin's Creed Odyssey (2018)
- Assassin’s Creed Valhalla (2020)
- Immortals Fenyx Rising (2020)